# 安·帕特南
安·帕特南（1679年10月18日—1716年），又稱小安·帕特南（英語：Ann Putnam Jr.），是塞勒姆審巫案的原告之一，在審巫案當時年僅12－13歲。她與貝蒂·帕里斯、艾比蓋兒·威廉斯等人同為「受折磨的女孩」，當時在這些女孩們身上出現了奇怪的症狀，人們相信這是因為有人對她們施展巫術所導致。
據信安·帕特南在塞勒姆審巫案中指控了多達62人。她與其他原告的指控最終導致19人被判處絞刑，1人死於折磨，多人死於獄中。

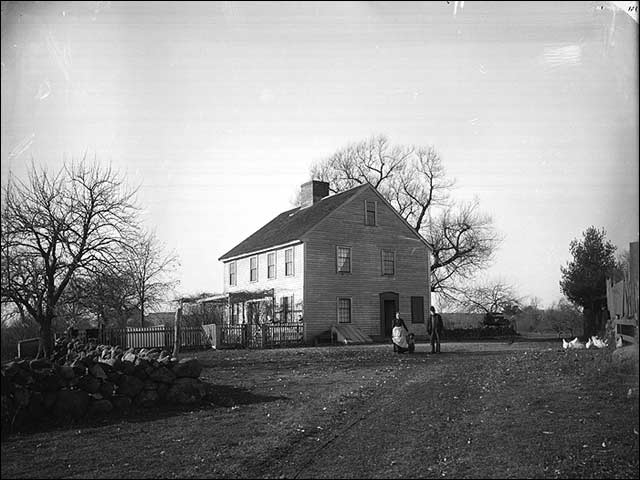
安·帕特南的房子，位於現今麻薩諸塞州的丹弗斯，攝於約1891年。

她是定居於麻薩諸塞州塞勒姆的古老家族帕特南家族的一員，美國獨立戰爭軍官伊斯雷尔·帕特南和魯弗斯·帕特南分別是她的堂弟和外甥。

## 生平
安·帕特南於1679年10月18日出生於麻薩諸塞灣殖民地艾塞克斯郡的塞勒姆村（今日的麻薩諸塞州丹弗斯），她是湯瑪斯·帕特南與安·帕特南（1661年－1699年）所生的12個孩子中最年長的。
之後在審巫案中作為原告大為活躍的梅西·劉易斯也是帕特南家的成員之一。另一位「受折磨的女孩」瑪麗·沃爾科特則可能是安最要好的朋友。

### 塞勒姆審巫案
安·帕特南是身上出現奇怪症狀的「受折磨的女孩」之一。她與梅西·劉易斯和瑪麗·沃爾科特接在最早出現症狀的貝蒂·帕里斯和艾比蓋兒·威廉斯之後，成為塞勒姆第二批出現奇怪症狀的女孩。安·帕特南身上的怪症狀最早出現於3月11日。
安·帕特南是塞勒姆審巫案的主要原告之一，據信她在整起審巫案中指控了多達62人，包括麗貝卡·納斯、瑪麗·伊斯泰、莎拉·克勞斯和多蘿西·古德等人在內。

### 事件過後
審巫案結束後，帕特南罹患了慢性疾病，她在自己的遺囑中暗指這病害自己死得早。
看來她似乎經常生病，身體狀況衰弱了不少。在審巫案中，她的肌肉與神經組織長時間且持續性地承受壓力，這可能破壞了她的體質。這種狂熱的活動施加了極大的壓力，在擁擠且氣氛激昂的室內，暴露在大眾的視線前[……]在還這麼小的時候便傷及身體的健康基礎。在她的遺囑中暗示，她的疾病每隔一段時間會得到明顯的控制，接著又會再度復發——『經常生病且身體虛弱』。她那敏感且脆弱的體質是來自於母親的遺傳；而她父親死亡的年紀對於他所住的長壽社區而言也相對較早，他可能為他在審巫案中的所作所為擔負了沉痛的責任。[……]不管從哪方面來看，她的故事都相當值得心理學家去研究。她的認罪、表白和死亡處處都指向了道德。——查爾斯·溫特沃思·阿珀姆
湯瑪斯·帕特南夫婦雙雙死於1699年。他們過世後，身為家中長女的安·帕特南選擇留在家裡照顧九個當時仍在世的弟妹，她終身未婚。

1706年，安·帕特南以一名審巫案參與者的身分，公開發表了道歉聲明，她是塞勒姆審巫案所有原告中唯一一個這麼做的：
我渴望在上帝面前表示謙恭，大約1692年，悲傷且卑微的天命降臨在我父親的家族；童年時期，我以上帝的天意之名，成為了指控好幾人犯下嚴重罪過的工具，進而剝奪掉他們的生命，而現在我有充分的好理由相信他們是無辜的人；我在那個悲傷的時期受到撒旦的巨大矇騙，儘管是無知且無意的，我與其他人仍為這塊土地帶來了無辜鮮血之罪惡；不過，在上帝與人面前，我可以誠摯且正直地說，我做這些並非出自對任何人的憤怒、怨恨或不友善的願望，我沒有這些當中任何之一；但我的所作所為是無知的，因為我被撒旦給矇騙了。
尤其，由於我是控告好夫人納斯和她的兩位姐妹的主要工具，我渴望躺在塵土中，為此表示謙卑，因為我與其他人為她們及她們的家人帶來了悲慘的災難；為此，我渴望躺在塵土中，懇切地懇求上帝的寬恕，也懇求那些對我那悲痛與罪過做出公正指控的人們，那些親人被奪去或遭受指控的人們的寬恕。
在她發表道歉聲明之後，麗貝卡·納斯的遺族接受了她的道歉，並與她和好。

### 逝世
安·帕特南死於1716年，死後與她的父母共同葬在丹佛斯一處沒有特別標記的墓碑底下。她的遺囑於1716年6月29日通過認證，所以她死亡的準確日期大概也在這不久之前。在遺囑中，她提到了當時仍在世的八個弟妹，其中她的四個弟弟繼承了她從父母那繼承而來的土地，而她的個人財產則分配給了她的四個妹妹。

## 大眾文化中的安·帕特南
- 《激情年代》（1953年），美國劇作家亞瑟·米勒所著，劇中她的名稱被改為「露絲」（Ruth），這是為了避免和她那同名的母親老安·帕特南（Ann Putnam Sr.）混淆。
- 《The Witch Hunters》（1998年），超時空奇俠系列作品，由史蒂夫·里昂（英语：Steve Lyons (writer)）所著，在故事中，第一任博士和他的孫女等同伴造訪了審巫案期間的塞勒姆。除了安·帕特南以外，塞繆爾·帕里斯牧師、艾比蓋兒·威廉斯、麗貝卡·納斯和約翰·普羅克特等歷史人物皆有登場。
- 《Conversion》（2014年），美國小說家凱瑟琳·豪（英语：Katherine Howe）所著，本書以安·帕特南的視角檢視整起審巫案，還同時透過審巫案來探討集體歇斯底里現象。

## 註腳
1. 1 2 3 4  . History of Massachusetts. 2013-11-19  [2016-12-03]. （原始内容存档于2016-12-09）.
2. ↑  Hall, David. Witch-Hunting in Seventeenth-Century New England. Boston: Northeastern University Press, 1999 (pp. 280-81)
3. ↑  .   [2020-02-12]. （原始内容存档于2018-12-05）.
4. ↑  Bower, Glenn. Just a Family History, books.google.com; [2014-12-25].
5. ↑  Upham 2000, p. 611-612.
6. ↑  Alvarez, Kate. . Salem Witch Trials Documentary Archive and Transcription Project. Charlottesville, Virginia: University of Virginia. 2002  [2014-03-16]. （原始内容存档于2017-10-03）.
7. ↑  Upham 2000, p. 510.
8. ↑  Starkey, Marion L. The Devil in Massachusetts Doubleday edition 1989 p.260
9. ↑  . Find a Grave. 2002  [2014-03-16]. （原始内容存档于2018-12-16）.